# Vila Militar (Rio de Janeiro)
Vila Militar é um bairro planejado da Zona Oeste do município do Rio de Janeiro, no Brasil. A construção da Vila teve origem em 1904, quando o Governo Federal viu a necessidade de reformar os estabelecimentos da Escola Militar. As obras foram conduzidas pelo então ministro da guerra, marechal Hermes da Fonseca, durante o governo dos presidentes Rodrigues Alves e Afonso Pena, e teve a colaboração do prefeito Francisco Pereira Passos.
Seu índice de desenvolvimento humano (IDH), no ano 2000, era de 0,856, o 50º melhor do município do Rio de Janeiro, dentre 126 regiões avaliadas.

## História
Pode-se afirmar que a construção da Vila Militar teve origem em 1904. O Governo Federal viu a necessidade de reformar os estabelecimentos da Escola Militar. A comissão encarregada procedeu também ao estudo sobre a reorganização geral do Exército Brasileiro, focando na necessidade de espaço para as instruções práticas e de instalações adequadas aos militares e ao exercício da profissão. A ideia prosseguiu durante o governo do presidente Rodrigues Alves, e foi conduzida pelo então ministro da guerra, marechal Hermes da Fonseca.
Em 19 de agosto de 1907, foi nomeada a comissão de construção da Vila Militar. Um dos membros da comissão de construção foi Antônio Leite de Magalhães Bastos, tenente coronel que nasceu em Pernambuco, cujo nome deu origem ao bairro de Magalhães Bastos, vizinho à Vila Militar. Grande destaque também foi Manoel Guina, mestre de obras, português, que veio de São Paulo em busca de trabalho e foi um dos pioneiros na fundação do bairro.
Em 1908, a aquisição da fazenda Sapopemba se fez necessária. A mesma pertencia ao Conde de Sebastião de Pinho, que a ganhara com a divisão das sesmarias. O início da construção dos quartéis foi efetivado em 1908.
Em 1911, começou a funcionar a primeira organização aeronáutica do Brasil, o Aeroclube do Brasil. Fundado por um grupo de idealistas e entusiastas da aviação, o aeroclube tinha, como presidente honorário, Alberto Santos Dumont, e um dos sócios era o tenente Ricardo Kirk, o primeiro oficial do Exército e o segundo militar brasileiro a obter um brevê de piloto de aviões. Esse aeroclube daria início ao projeto de expansão do bairro, que, mais tarde, daria origem à primeira base aérea brasileira, a de Campo dos Afonsos.
A construção dos quartéis e residências teve início em meados de 1915, após a reorganização do Exército. O responsável pela construção dos quartéis foi o tenente coronel Antônio Leite Magalhães Bastos.
No início do século XXI, a realização de grandes eventos esportivos no bairro (Jogos Pan-Americanos de 2007, Jogos Mundiais Militares de 2011 e Jogos Olímpicos de Verão de 2016) motivou a construção do Complexo Esportivo de Deodoro (que, apesar do nome, se localiza no bairro da Vila Militar, e não no bairro de Deodoro). Após os jogos olímpicos, o complexo foi aberto ao uso da população com o nome de Parque Radical do Rio.

## Estrutura
No bairro, existe a maior concentração militar da América Latina, com mais de 60 mil homens.
Dos 38 bairros da Zona Oeste do Rio de Janeiro, a Vila Militar possui o duodécimo metro quadrado mais valorizado, devido à urbanização, ordem pública e segurança de alta qualidade, segundo um levantamento realizado pelo Centro de Pesquisa e Análise da Informação (Cepai), do Sindicato da Habitação do Rio (Secovi-Rio); estando mais valorizado que todos os seus seis bairros vizinhos.
A Vila Militar é uma região excelente para se praticar esportes ao ar livre, como por exemplo: andar de skate, bicicleta, caminhada, corrida, exercícios físicos. Área totalmente segura, por se tratar de uma zona militar, possui patrulhamento durante as 24 horas do dia. É totalmente arborizada. A área destinada ao esporte tem a extensão de 2,5 quilômetros quadrados.
O bairro conta com um mini-shopping: conhecido pelos moradores da região como "Toco" Shopping, na verdade é um minicentro comercial com serviços como academia, bancos, padaria e farmácia. Se encontra na Avenida Duque de Caxias na altura da 1ª Divisão do Exército.
O bairro da Vila Militar faz parte da região administrativa de Realengo, fazendo limite com Deodoro, Campo dos Afonsos, Jardim Sulacap, Realengo e Magalhães Bastos. Também faz limite com Ricardo de Albuquerque, já na Zona Norte do município.
Abriga duas escolas municipais (Escola Municipal Rosa da Fonseca e Escola Municipal Frei Orlando). A estação ferroviária do bairro tem a peculiaridade de apresentar um prédio em forma de castelo.